# St. George Jackson Mivart
Saint George Jackson Mivart, född den 30 november 1827 i London, död där den 1 april 1900, var en engelsk zoolog.
Mivart var från 1874 någon tid professor i biologi vid University College i London och sekreterare i Linnean Society. Hans arbete On the Genesis of Species (1871) är riktat mot Darwins selektionsteori, på samma gång som det fasthåller vid descendensläran. 
Bland arbeten av Mivart kan vidare nämnas Lessons from Nature (1876), Man and Ape (1873), The Genesis of Limbs (1878), The Cat (1881), On the Classification and Distribution of the Aeluroidea (1882) och Dogs, Jackals, Wolves and Foxes; a Monograph of the Canidaæ (1890).